# Tribalus pumilio
Tribalus pumilio är en skalbaggsart som beskrevs av Schmidt 1895. Tribalus pumilio ingår i släktet Tribalus och familjen stumpbaggar. Inga underarter finns listade i Catalogue of Life.